# Nuxt.js
Nuxt.js — JavaScript-фреймворк для створення універсальних додатків на Vue.js. З його допомогою можна рендерити UI на стороні сервера і генерувати статичні сайти.

## Складається з
- Vue.js
- Vuex
- Vue-Router
- Vue-Meta
- Vue-Loader
- Babel-Loader
- Webpack

## Історія
25 жовтня 2016 року команда zeit.co анонсувала Next.js, фреймворк для додатків на React.js із серверним рендерингом. Через кілька годин після цього оголошення народився Nuxt.js — втілення аналогічної ідеї для Vue.js.